# Афрамеев, Николай Сергеевич
Николай Сергеевич Афрамеев (1894—предп.март 1942) — русский советский прозаик, литературный функционер.

## Биография
Родился в семье железнодорожного машиниста. Окончил гимназию в Вязьме (1912), поступил на медицинский факультет Московского университета. В 1913 году перевёлся на юридический факультет, но вскоре был арестован за призыв к забастовке. Какое-то время жил в Вязьме, с началом Первой мировой войны переехал в Москву. Работал братом милосердия в тифозном госпитале, затем в транспортном отделе Союза городов (где подружился с Иваном Ерошиным) и транспортном отделе Московского Совета. В 1919 году командирован в Симбирск, где работал продагентом, затем в губпродкоме и губсоюзе.
В 1921 году вернулся в Москву, работал в Центросоюзе. Весной 1922 года вступил в пролетарскую литературную группу «Твори!», осенью того же года вместе с большинством участников группы поступил в ВЛХИ, который окончил в 1925 году. В 1924 году принят в группу «Кузница».
С 1927 года много занимался литературно-организационной деятельностью: сначала в МОДПиК, затем секретарём «Кузницы» и Литфонда. Один из организаторов Дома творчества «Малеевка». Член Союза советских писателей с 1934 года.
В июле 1941 года вступил в народное ополчение, служил в «Писательской роте». Пропал без вести в марте 1942 года.

## Творчество
Первое стихотворение напечатано в 1917 году в газете «Деревенская правда», в последующие годы в периодике появилось ещё несколько. Занявшись литературой профессионально, стихов больше не писал, перешёл на прозу. После 1932 года не печатался. Автор инсценировок для радио по рассказу Горького «Мальва» и повести «Мать» (1940).

### Книги
- «Слободка и другие рассказы». Л., 1925
- «Беспокойные» (повесть). М., 1927
- «Заноза» (повести и рассказы). М., 1930
- «Славные дни». М., 1932